# Paul Éluard
Paul Éluard, numele literar al lui Eugène Emile Paul Grindel (n. 14 decembrie 1895, Saint-Denis - d. 18 noiembrie 1952, Charenton-le-Pont) a fost un poet francez.
După ce aderă la mișcarea dadaistă, devine - împreună cu André Breton și Louis Aragon - unul din fondatorii, dar și teoreticienii suprarealismului (la cei trei se adaugă și teoreticienii Yvan Goll și Philippe Soupault), mai târziu poet "angajat", strălucit reprezentant al literaturii de rezistență în timpul ocupației germane a Franței (1940-1944).
Aderă la Partidul Comunist Francez, fără a abandona o concepție plastică asupra existenței. Numele de familie Éluard, pe care și-l alege din adolescență, este preluat de la bunica sa, Félicie.

## Viața și opera
Paul Éluard s-a născut la 14 decembrie 1895 în Saint-Denis, o suburbie a Parisului, într-un decor lipsit de veselie, cum este descris de Paul Verlaine: "Spre Saint-Denis câmpia murdară-i și urîtă". Tatăl său era contabil, iar mama, croitoreasă.
La vârsta de 17 ani se îmbolnăvește de tuberculoză pulmonară, este constrâns să-și întrerupă studiile și se internează într-un sanatoriu din Davos (Elveția), unde va trebui să stea timp de doi ani. Aici cunoaște pe tânăra rusoaică Elena Diaconov, căreia îi dă numele de Gala, cu care se va căsători în 1917, și începe să scrie primele sale poeme.
Este mobilizat în primul război mondial și este prins într-un atac cu iperită pe frontul german, care-i zdruncină sănătatea, și așa șubredă. În anul 1917 îi apare placheta cu versuri "Le Devoir et l'Inquiétude" ("Datorie și neliniște"), în care reflectă tumultul și mizeria războiului. Un an mai târziu, este descoperit de criticul literar Jean Paulhan, care îl prezintă lui André Breton, Philippe Soupault șiLouis Aragon și intră în gruparea dadaistă de la Paris, din care va rezulta ulterior suprarealismul.
După o primă criză conjugală - Gala devine amanta lui Max Ernst - face o recădere a tuberculozei și întreprinde o călătorie în jurul lumii, terminată în 1924. Se separă definitiv de Gala, care va deveni soția și muza inspiratoare a lui Salvador Dalí. Poemele sale apărute în această perioadă - "Au défault du silence" ("În lipsa tăcerii", 1925), "Capitale de la Douleur" ("Capitala Durerii", 1926) - mărturisesc o oboseală a spiritului, manifestată în accente de descurajare: "Și niciodată n-am aflat ce scriu în ceea ce iubesc // Din tot ce despre mine-am spus, ce mai rămâne?".
În anul 1934, se căsătorește cu Nush, model al pictorilor Man Ray și Pablo Picasso, "inspiratoarea și mascota suprarealiștilor". Dezacorduri politice îl îndepărtează de suprarealism, ruptură care nu s-a petrecut dintr-o dată. Încă din 1932, Éluard își manifestă începuturile atitudinii pe care o va lua mai târziu. Volumul "La Vie immédiate" ("Viața imediată"), scris încă sub influența suprarealismului, se încheie cu un poem, "La critique de la poésie" ("Critica poeziei"), un atac vehement împotriva orânduirii sociale existente, care prevestește apropierea sa de comunism. În 1934 participă, împreună cu Henri Barbusse și Louis Aragon, la Congresul scriitorilor sovietici din Harkov. Războiul civil din Spania îl găsește pe Éluard alături de forțele guvernului republican.
În timpul celui de al doilea război mondial este din nou încorporat ca soldat și, după înfrângerea militară a Franței, este demobilizat și se reîntoarce la Paris. Éluard aderă din primele zile la mișcarea de rezistență împotriva ocupanților germani, ia parte la constituirea ilegală a "Comitetului Național al Scriitorilor Franței", face parte din redacția organului acestui comitet, revista"Les Lettres françaises", organizează tipăriturile editurii clandestine "Éditions de Minuit". În 1942, în Franța este difuzată culegerea sa de poezii "Poésie et Vérité", semnată cu propriul său nume, ceea ce îl obligă să intre în clandestinitate și devine membru al Partidului Comunist Francez.
După eliberarea Franței, Éluard își continuă activitatea politică, călătorește mult ca militant al mișcării mondiale pentru pace, regizată de Uniunea Sovietică. Continuă să scrie, în 1948 apare volumul "Poèmes politiques" ("Poeme politice").
După moartea prematură a lui Nush în 1946, Éluard întâlnește în 1951 ultima sa dragoste, pe Dominique, căreia îi dedică culegerea de poezii, "Le Phénix". Paul Éluard moare la Charenton-le Pont pe 18 noiembrie 1952 în urma unei crize cardiace. A fost înmormântat în cimitirul "Père Lachaise" din Paris, lângă zidul Federaților.

### Principalele opere literare
- Premiers poèmes, 1913
- Le Devoir, 1916
- Le Devoir et l'Inquiétude, 1917
- Les animaux et leurs hommes, les hommes et leurs animaux, 1920
- Une vague de rêve, 1924
- Au default du silence, 1925
- Capitale de la Douleur, 1926
- L'Amour de la Poésie, 1929
- Ralentir travaux, 1930 - în colaborare cu André Breton și René Char
- À toute épreuve, 1930
- La Vie immédiate, 1932
- La rosé publique, 1934
- Yeux fertiles, 1936
- Poésie et Vérité, 1942
- Poésie ininterompue, 1946

Ediția de opere complete ("Oevres complètes") în două volume a fost publicată în 1968 în "Bibliothèque de la Pléiade", Ed. Gallimard